# アイドルお嬢様
『アイドルお嬢様 』（アイドルおじょうさま）は、1994年5月から1995年9月までKBS京都テレビで毎週土曜日深夜に放送されていたバラエティ番組（お色気番組）である。

## 概要
司会は村西とおる、出演者はほぼAV女優（タイトルに沿い美少女系）で構成されており、村西を中心に最大10人程度が出演していた。
番組は、京都の街頭に出て一般女性相手に駅弁ファックの真似事をしたりしていた。AV紹介のコーナーでは、村西自ら出演のビデオを長時間紹介。モザイク修正ではなく、円形の黒塗り修正をしていた。過激な場面では、音声を非常に小さく絞って放送することがあった。ほか、番組中にCSチャンネル「ダイヤモンドチャンネル」の契約者募集もしていた。
当時は、サンテレビで放送の『おとなのえほん』（サンテレビ土曜深夜アダルトバラエティ枠も参照）やテレビ大阪で放送の『ギルガメッシュないと』（テレビ東京制作）などと放送時間帯が重なっていた。